# Zapadno Rimsko Carstvo
Zapadno Rimsko Carstvo (naziv je novijeg podrijetla; prema ondašnjem stajalištu, postojalo je samo jedno carstvo s dva vladara) nastalo je podjelom Rimskog Carstva 395. godine kada je rimski car Teodozije I. Veliki podijelio carstvo svojim sinovima, tako da je zapadni dio dobio Honorije, a istočni Arkadije. Zapadno Rimsko Carstvo je propalo već 476. godine kad je Odoakar, glavni zapovjednik rimske vojske, svrgnuo mladog cara Romula Augustula. U biti, radilo se o vojnom udaru na prostoru ograničenom samo na Italiju i područje Alpa, dok je država ostala netaknuta.

## Povijest
Vidi još: kasna antika
██ Zapadno Rimsko Carstvo
██ Istočno Rimsko Carstvo

### Vrijeme Honorija
Iako je Zapadno Rimsko Carstvo trajalo samo 81 godinu, imalo je ukupno 12 priznatih vladara i uz njih još i tri (prema nekim mišljenjima četiri) uzurpatora.
Honorije je bio mlađi sin Teodozija I., zadnjeg cara koji je vladao još jedinstvenim carstvom. Kada je došao na vlast 395. Honorije je još bio dijete, pa mu je zbog toga Teodozije imenovao vojnog zapovjednika Stilihona, sina Rimljanke i Vandala, za tutora.
Honorijeva vladavina je bila nestabilna. Već 397. dolazi do pobune u provinciji Africa. Nakon invazije Zapadnih Gota na Apeninski poluotok 402., Honorije s cijelim dvorom napušta Mediolanum (Milano) i vraća se u Ravenu. U Britaniji se vojnici bune pod vodstvom Makusa (406./407.) i Konstantina III. (407. – 411.); trupe prelaze u Galiju i ostavljaju stanovništvo – koje se smatralo Rimljanima – nimalo oduševljeno time, prepušteno samima sebi odnosno na milost i nemilost anglosaksonskim napadima. Pri tome su Angli i Sasi došli u Britaniju u malim grupama kao plaćenici. 
Uz to je došlo i do pada granice na Rajni: 406. je došlo do upada Vandala, Sveva i iranskih Alana (koji su bili u bijegu od Huna) u sjevernu Galiju. Franački federati su im se suprotstavili, ali su bili potučeni. Honorije je 408. dao ubiti svog savjetnika i vojnog zapovjednika Stilihona uplašen njegovom moći, a za to je vrijeme došlo do pljačkaških pohoda Zapadnih Gota koji su konačno 410. opljačkali Rim pošto ga Honorije nije htio braniti. Taj događaj je imao trajne psihološke posljedice na Rimljane.
Uz to, dolazi i do spomenutih uzurpacija koje su dodatno oslabile snage carstva: Konstantin III. 409./410. i rimski senator Atal 414./415. Vandali, Svevi i Alani upadaju 409. u Hispaniju. U idućem razdoblju Zapadni Goti uništavaju dio Vandala koji su upali u Hispaniju, a od 418. ih Rimljani kao federate naseljavaju u Akvitaniju čime su se u Raveni nadali da su stvorili borbeni unutrašnji štit protiv pobuna ali i protiv vanjskih neprijatelja. Sveukupno gledano, Zapadni Goti su bili lojalni, što ih ipak nije sprječavalo da povremeno upadaju na područje Zapadnog Rima radi povećanja područja svog utjecaja – do raskida ugovora došlo je tek u 60-im godinama 5. stoljeća.

### Najezda Huna i unutrašnje borbe za vlast
Nakon smrti Honorija 423. vlast preuzima uzurpator Ivan od 423. do 425. kada ga pobjeđuje Valentinijan III. i postaje zadnji car Teodozijeve dinastije. U početku poslove vladanja vodi njegova majka Gala Placidija, no uskoro dolazi do sukoba različitih vojskovođa: zapovjednik Feliks i zapovjednik Africe Bonifacije su uglavnom (nekad manje a nekad više) podržavali politiku Gale Placidije sve do njene smrti. Nakon Bonifacijeve smrti, carstvom je vladao patricij i vojskovođa Flavije Aecije. Valentinijanov se život odvijao između Ravene i Rima. U njegovo vrijeme Rim gubi provinciju Africa, a sjeverozapad Španjolske osvajaju Svevi. Ecije se u Galiji uglavnom uspio održati usprkos pritisku Zapadnih Gota i Burgunda. Njegove pomoćne trupe sastavljene od Huna srušile su burgundsku vlast na Rajni 436. Osim toga, u bitci na Katalunskim poljima je uspio 451. pobijediti Atilu koji je upao u Galiju. Međutim, Valentinijan III. je 454. dao ubiti Flavija Ecija, a sljedeće je godine sam bio žrtva ubojstva iz zasjede.
Naročitu važnost za carstvo ima gubitak provincije Africa. Konačnim gubitkom Africe smatra se 439. kad Vandali osvajaju Kartagu zajedno s flotom koja je tamo bila usidrena, jer Vandali, za razliku od drugih Germana, odbijaju prihvatiti formalnu vrhovnu vlast cara i time osnivaju prvu novu, nezavisnu državu na području dotadašnjeg carstva. Za to vrijeme Zapadni Goti, Suebi, Burgundi i Franci prihvaćaju formalnu ulogu federata i vladaju u provincijama rimskim stanovništvom u ime cara. To čuva privid carske vlasti, ali i povećava mogućnost Ravene za razne političke i vojne intervencije na tim područjima.

## Zadnje godine Carstva: vrijeme careva-sjenki
Vladavina Petronija Maksima je kratko trajala u 455. On je bio prvi u nizu tako zvanih "careva-sjenki" koji su vladali prekratko vrijeme da bi mogli znatnije pridonijeti spašavanju carstva koje se raspadalo. Zapadno Rimsko Carstvo je u sljedećem razdoblju gubilo sve veća područja u korist Germana, stvarale su se države u državi, te je tako Rimsko Carstvo neprekidno gubilo prihode od poreza, neophodne za uzdržavanje vojske. Maksim, visoko pozicionirani senator naslijedio je Valentinijana III. nakon njegove smrti (16. travnja 455.) na položaju cara, da bi i sam, već 22. svibnja, također umro. 9. ili 10. srpnja 455. Maksima je na carskom prijestolju naslijedio galski Rimljanin Avit. On je prije toga bio aktivan kao poslanik između Rima i Zapadnih Gota. Uz to, morao je rješavati probleme s vladarom Istočnog Rimskog Carstva Marcijanom i smirivati vojskovođu Ricimera, koji se uskoro postaje stvarni vladar Zapadnog Rimskog Carstva i bezuspješno je pokušavao podvlastiti Panoniju.  
U siječnju 457. na četiri godine na prijestolje stupa Majorijan. Nakon godina propadanja carstva, njemu konačno polazi za rukom povratiti kontrolu nad Italijom i Galijom. Uspijeva srediti situaciju u Španjolskoj i sjevernoj Africi. Ustupcima pridobiva Senat, a boljom gospodarskom politikom osvaja simpatije naroda. Svrgava ga Ricimer, ali on nije mogao postati car jer je bio arijanac i German.
Umjesto njega, car postaje Libije Sever 461., ali bez papinskog pomazanja. S njegovom vlašću ponovo počinju pljačke Vandala na talijanskoj zapadnoj obali. Libije Sever umire 465. (navodno ga je otrovao Ricimer). Na njegovo mjesto dolazi istočni Rimljanin Antemije, i time završava razdoblje interregnuma od 465. do 467. Svojim dolaskom na prijestolje, Antemije si postavlja za cilj ponovnu uspostavu vlasti nad Vandalima i Vizigotima koji, pod Eurihom, krše ugovor iz 418. i počinju s ekspanzijom. Antemijev general Bazilisk postiže s flotom, u početku, izvrsne uspjehe protiv Vandala, no oni ga na kraju ipak pobjeđuju. Financijski i vojno to je za Zapadno Rimsko Carstvo bila katastrofa. Bezuspješan je bio i pohod protiv Zapadnih Gota. Sjeverna Galija je bila izgubljena. Na kraju izbija građanski rat između Antemija i Ricimera,
Kao pobjednik iz tog sukoba izlazi, do tada gotovo nepoznat, Anicije Olibrije. No, niti on ne uspijeva vladati cijelu godinu. Stupa na prijestolje u svibnju 472., a umire već 7 mjeseci kasnije.
Jedva da je sretniji bio njegov nasljednik Glicerije koji je vladao od 473. do 474. Iako je bio talentirani diplomat i vojnik, pobijedili su ga prvo Istočni Goti, a zatim i vojskovođa Julije Nepot.
Julije Nepot je vladao od 474. do 475. Namjeravao je sukob sa Zapadnim Gotima, koji su osvojili Provansu, riješiti diplomatskim putem, ali s umjerenim uspjehom. U međuvremenu, Vandali su kontrolirali zapadno Sredozemlje. Na kraju, i situacija u Rimu se okreće protiv njega: Njegov zaštitnik Orest(koji je za sebe tvrdio da je bio tajnik Atile, kralja Huna), preuzima komandu nad vojskom i 475. u puču preuzima kontrolu nad Italijom, a Nepot je pobjegao u Dalmaciju koja je još priznavala njegovu vlast. 
Zadnji zapadnorimski car je bio Romul Augustul (koji ako gledamo rimske zakone nije nikad bio car nego samo uzurpator), a kod stupanja na prijestolje 475. imao je, navodno, samo deset godina. S prijestolja ga je maknuo germanski knez Odoakar. Odoakar nije, mjesto Romula, postavio novog cara kao što su to radili njegovi prethodnici, nego je poslao izaslanstvo u Konstantinopol tamošnjem caru Zenonu i poručio mu, da je jedan vladar dovoljan za oba carstva. Na kraju, dobio je od Zenona službeno titulu patricija a time i carskog upravitelja Italije. Time se praktički ugasilo Zapadno Rimsko Carstvo, premda je istočnorimski car Zenon i dalje priznavao Julija Nepota kao vladara Zapadnog Rimskog Carstva. Tako je zapadnocarska vlast prestala postojati kad je Julije Nepot ubijen 480. godine u Dioklecijanovoj palači kao posljednji zakoniti car zapada.
Istina, tu i tamo (okolica današnjeg Pariza) su još neko vrijeme postojala manja područja na teritoriju nekadašnjeg carstva s rimskim upraviteljima, ali je carstvo prestalo postojati.

## Političke razlike dva Carstva
Već krajem četvrtog stoljeća pojavila se tendencija nasljednog apsolutizma koji je ranije bio nezamisliv u Rimskoj državi. Carska vladavina djeteta Valentinijana II. bila je politički nezamisliva samo pola stoljeća ranije i taj presedan će stvoriti mnoge kasnije probleme. Tijekom dugotrajnih vladavina careva djece Honorija (postao car u 11. godini) i Valentinijana III. (postao car u 6. godini), koji ni s punoljetnošću neće nikad emotivno-politički odrasti, vlast na zapadu prešla je u ruke generala željnih moći i oni je više nikada neće ispustiti. Na Istoku, također, imamo dugotrajnu vladavinu Teodozija II. (postao car u 7. godini), cara djeteta koji nikad nije odrastao i također praktički nikad nije vladao, ali ovdje dolazi do obrata. Političku vlast ondje preuzima njegova sestra Pulherija (svetica katoličke i pravoslavne crkve) stvarajući dogmu o djevičanstvu  o vjenčanju s Bogom što će uz druge vjerske promjene dovesti do stvaranja političkog sustava cezaropapizma u kojem careva osoba postaje praktički nedodirljiva, a njegova moć potječe od Boga što će se prvi put prikazati na novcu iz tog doba  Posljedica toga je da će Zapadno Rimsko Carstvo imati u petom stoljeću 10 uspješnih nasilnih promjena vladara, dok će prvo uspješno nasilno preuzimanje vlasti u Istočnom Rimskom Carstvu biti tek u sedmom stoljeću. 
Druga značajna razlika između dva Carstva bili su njihovi generali. Dok na zapadu stvarnu vlast preuzimaju barbarski generali (Stilihon, Ricimer, Gundobad) ili oni značajno povezani s barbarima (Flavije Aecije), na istoku oni dobivaju vrhovno zapovjedništvo, ali uvijek pod strogom kontrolom dvora sa zabranom korištenja barbarske vojske u azijskim i afričkim provincijama. Kada u drugoj polovici 5. stoljeća postupci barbarskih generala postanu sumnjivi, on su na istoku likvidirani (Aspar), dok na zapadu general likvidira cara (Ricimer) što će na kraju dovesti do finalne državne tragedije.

## Posljedice za grad Rim i Italiju
Ukidanje carstva nije imalo znatnih konkretnih posljedica za Italiju, ekonomski propalu tijekom posljednjih 70 godina. Carstvo u Italiji faktično i nije propalo još nekoliko desetljeća nakon 476. godine. Odoakar je prije preuzimanja vlasti obnašao dužnost generala rimske vojske, te je njegov dolazak na vlast bio državni udar, a ne invazija. Sljedećih četrdesetak godina on i njegov nasljednik bit će formalno guverneri Italije, a ona će se nalaziti u "vlasti" Istočnog Rimskog Carstva. Katastrofa za Italiju i Rim bit će Justinijanovi italski ratovi, koji će trajati dvadeset godina. U tom razdoblju svi će gradovi biti osvajani najmanje po tri puta, uz strahovite pokolje, pljačke itd.
Posljednji udarac životu u Italiji nanijela je epidemija polovicom VI. stoljeća, odnijevši između 20 i 30 posto stanovništva.